# ヤカケント
ヤカケント(トルコ語：Yakakent)は、トルコの黒海地方のサムスン県の町である。
黒海に面する。
2018年12月31日の人口は8864人。

## 姉妹都市
- 串本町(和歌山県)：1890年のエルトゥールル号遭難事件がきっかけ。